# یواس‌اس کروسیدر (۱۸۵۸)
یواس‌اس کروسیدر (۱۸۵۸) (به انگلیسی: USS Crusader (1858)) یک کشتی بود که طول آن ۱۶۹ فوت (۵۲ متر) بود. این کشتی در سال ۱۸۵۷ ساخته شد.